# 泉崎車站
泉崎車站（日语：／ Izumizaki eki */?）是一由東日本旅客鐵道（JR東日本）所經營的鐵路車站，位於日本福島縣西白河郡泉崎村大字泉崎，是JR東日本東北本線沿線的無人車站，在運務方面是由仙台支社管轄。

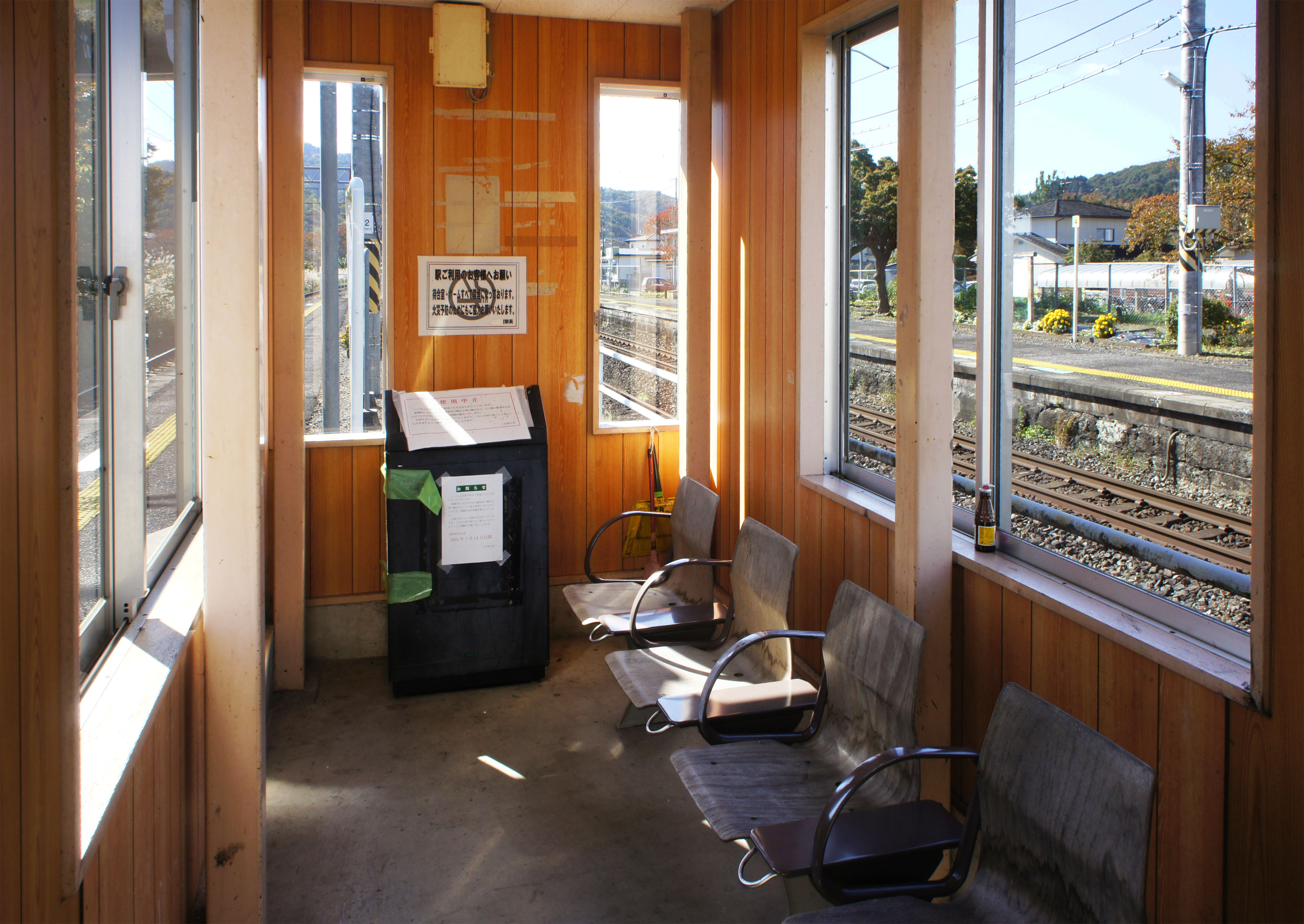
候車室內（2021年10月）

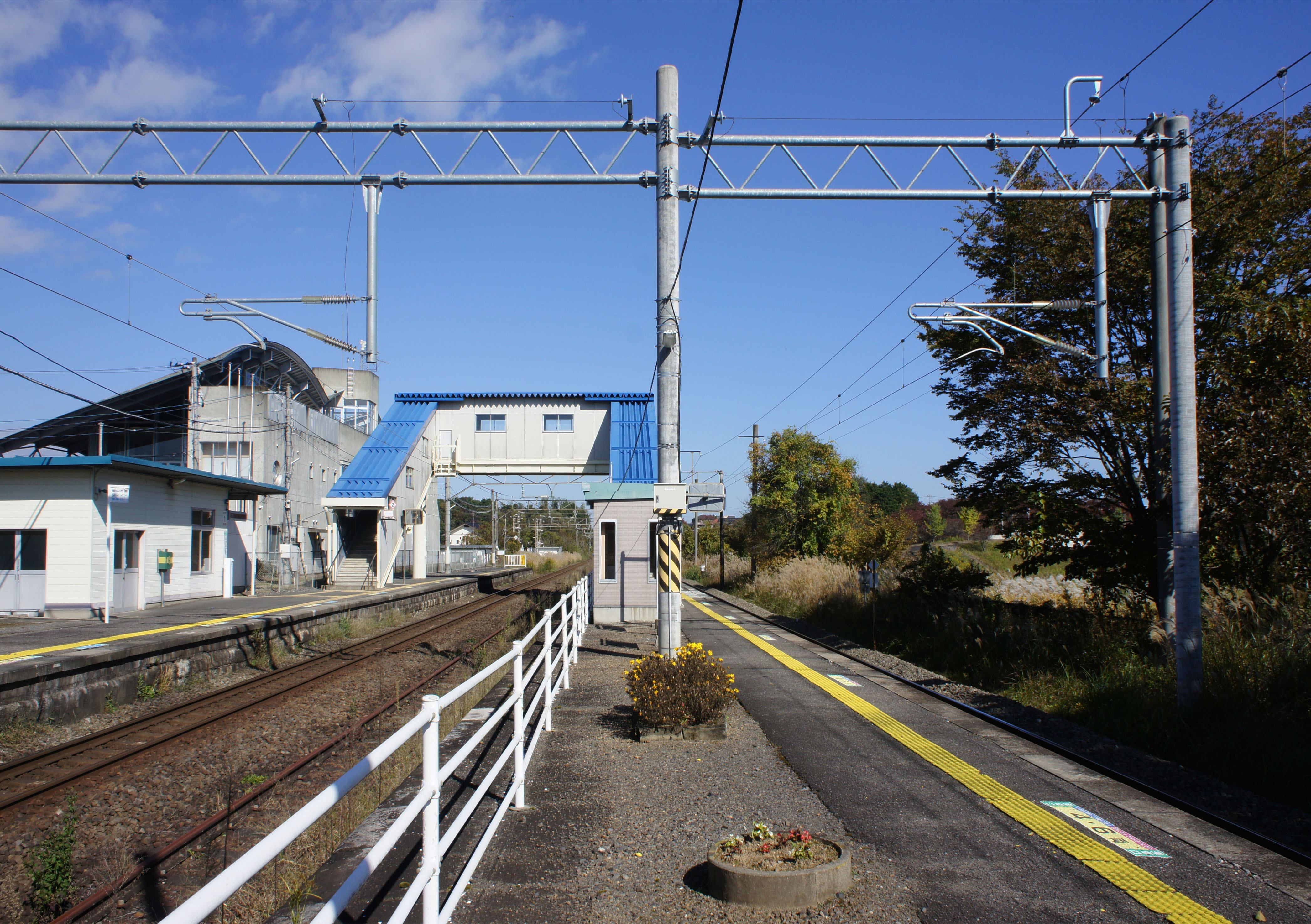
月台（2021年10月）

## 車站結構
側式月台2面2線的地面車站。

### 月台配置
| 月台 | 路線      | 方向 | 目的地   |
| ---- | --------- | ---- | -------- |
| 1    | ■東北本線 | 下行 | 郡山方向 |
| 3    | ■東北本線 | 上行 | 黑磯方向 |

## 相鄰車站
東日本旅客鐵道
■東北本線
久田野－泉崎－矢吹

## 外部連結
- （日語）泉崎車站（JR東日本） （页面存档备份，存于）